# União das Crianças da Coreia

A União das Crianças da Coreia (também conhecida como Corpo dos Jovens Pioneiros, hangul: 조선소년단; hanja: 朝鮮少年團, Chosŏn Sonyeondan) é a precursora da Liga da Juventude Patriótica Socialista da Coreia do Norte, sendo a versão norte-coreana do movimentos juvenil e pioneiro típicos dos países socialistas. A união tem como integrantes crianças de seis a quinze anos e é uma organização política vinculada ao Partido dos Trabalhadores da Coreia. Seu ramo uniformizado é conhecido como Jovens Pioneiros (que também inclui os cadetes da Escola Revolucionária da Bandeira Vermelha de Mangyongdae), admitindo crianças e pré-adolescentes dos nove aos 15 anos. A organização atua em escolas de ensino fundamental e médio por todo o país instruindo as crianças sobre a ideia Juche e as demais ideologias por trás do sistema norte-coreano. Jovens acima de 15 anos podem ingressar na Liga da Juventude Patriótica Socialista.

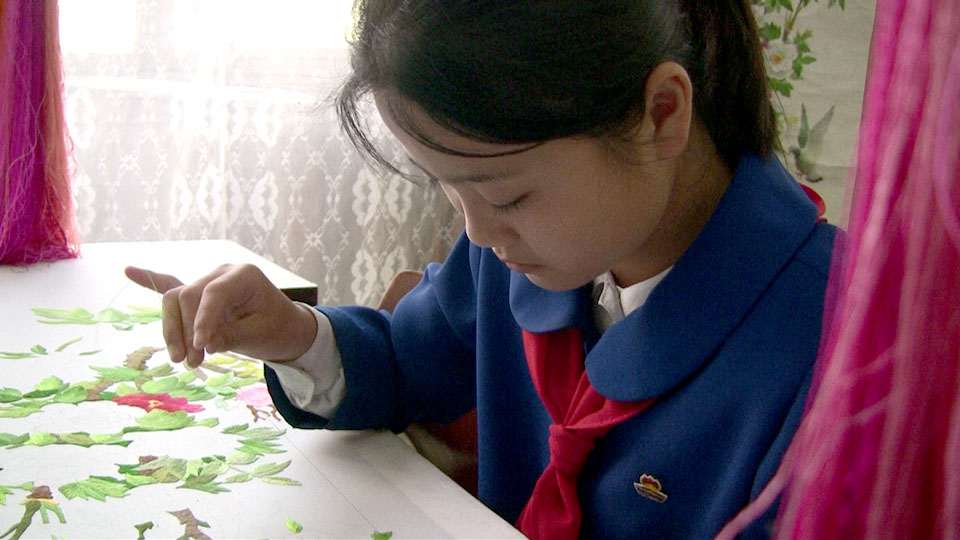
Membro da União das Crianças da Coreia no Palácio das Crianças de Mangyongdae

As crianças novas na organização geralmente são formalmente recebidas em um importante feriado público, como o Dia do Sol, o Dia da Fundação Militar ou o Dia da Fundação da República. É considerada uma ocasião importante na vida de uma criança. Nesses dias, crianças do jardim de infância são oficialmente admitidas e recebem lenços e alfinetes vermelhos. Os alunos da terceira grado das escolas primárias são geralmente recebidos na organização em cerimônias de posse que ocorrem nesses dias. 